# Ooops! Noah Is Gone...
Ooops! Noah is Gone..., Two by Two: God's Little Creatures ou All Creatures Big and Small  (ago/prt: Upsss! Lá Se Foi a Arca...; bra: Epa! Cadê o Noé?) é um filme germano-belga-irlandês-luxemburguês de animação computadorizada realizado por Toby Genkel e Sean McCormack, produzido pelo estúdio Ulysses Filmproduktion e baseado no conto bíblico A Arca de Noé.
A longa-metragem foi lançada na Irlanda a 1 de maio de 2015, em Portugal a 27 de agosto de 2015 e em Angola a 28 de agosto de 2015. No Brasil o filme foi lançado em 4 de Fevereiro de 2016.

## Sinopse
O filme retrata a construção da arca para salvação de todos os animais, no entanto, um par de Nestrians incapazes é retirado. Eles pensam que estão salvos enquanto estão escondidos com a ajuda impensada de dois Grymps, até que a curiosidade das crianças as distraiam e as levem para fora da arca. Um Nestrian e um Grymp precisam sobreviver a predadores com fome, à enchente e tentar chegar ao alto de uma montanha, enquanto outro Nestrian e outro Grymp têm de colocar suas diferenças de lado, a fim de salvar seus filhos.

## Elenco
| Personagem                     | Versão original           | Portugal                  |
| ------------------------------ | ------------------------- | ------------------------- |
| Dave                           | Dermot Magennis           | Diogo Piçarra             |
| Grifo 1                        | Dermot Magennis           | Informação não dísponível |
| Grifo 2                        | Aileen Mythen             | Informação não dísponível |
| Flamingo                       | Aileen Mythen             | Informação não dísponível |
| Finny                          | Callum Maloney            | Informação não disponível |
| Hazel                          | Tara Flynn                | Ana Sofia Martins         |
| Leah                           | Ava Connolly              | Informação não disponível |
| Obessey                        | Paul Tylak                | Vítor Fonseca             |
| Static (Delart)/ Stayput (BKS) | Paul Tylak                | Marco Medeiros            |
| Leão                           | Alan Stanford             | César Mourão              |
| Guarda 2                       | Informação não disponível | Kika                      |

## Reconhecimentos
Ooops! Noah is Gone... ganhou o prémio Pardal de Ouro de Melhor Filme Animado na 23ª edição do Festival Alemão de Média Infantil (em alemão:  Deutsche Kinder-Medien-Festival).